# جوي هاميلتون
جوي هاميلتون (بالإنجليزية: Joey Hamilton) هو لاعب كرة قاعدة أمريكي، ولد في 9 سبتمبر 1970 في ستايتسبورو في الولايات المتحدة.

## وصلات خارجية
- جوي هاميلتون على موقع دوري كرة القاعدة الرئيسي (الإنجليزية)
- جوي هاميلتون على موقعبيزبول رفرنس.كوم (الدوري الرئيسي) (الإنجليزية)
- جوي هاميلتون على موقع مشجعي الرسوم البيانية (الإنجليزية)